# خزر (داغستان)
خزر (به لاتین: Khazar) یک منطقهٔ مسکونی در روسیه است که در داغستان واقع شده‌است.